# Con ma nhà họ Hứa
Con ma nhà họ Hứa là một bộ phim kinh dị của đạo diễn Lê Hoàng Hoa, trình chiếu năm 1973.

## Nội dung
Cớ sự từ khi đứa con gái của chú Hỏa mắc bệnh phong cùi, lở loét khắp người, móng tay, móng chân tróc ra, máu mủ chảy tùm lum. Vì con gái bị bệnh như vậy, nên chú cho con gái sống cách ly trong một căn phòng kín, hằng ngày cho quản gia đem đồ ăn, áo quần đến chăm sóc.
Lúc đầu, người quản gia không thắc mắc gì cho lắm (vì đối với người Hoa, quản gia là người rất trung thành, chủ bảo gì làm nấy). Nhưng sau đó một thời gian, ông ta mới thắc mắc không hiểu vì sao cô con gái bị bệnh đến bây giờ vẫn còn sống (theo như y học thì những bệnh như vậy không sống được lâu) và mỗi ngày ông vẫn phải đem cơm, quần áo đến phòng rồi lấy đi những bộ quần áo dính đầy máu.
Người quản gia quyết định thực hiện cuộc điều tra thực hư...

## Kĩ thuật
Truyện phim phỏng theo giai thoại Oan hồn Hứa thị đã tồn tại lâu đời ở Chợ Lớn và kịch phẩm Con tinh xuất hiện giữa thủ đô năm 1963 của soạn giả Năm Châu.

### Sản xuất
- Hòa âm: Trung tâm Quốc gia Điện ảnh

### Diễn xuất
- Bạch Tuyết[2]... Thúy Hồng
- Thanh Tú
- Dũng Thanh Lâm
- Tư Rọm
- Năm Sa Đéc
- Ba Vân
- Năm Châu
- Tâm Phan
- Khả Năng
- Thanh Việt
- Minh Ngọc
- Tùng Lâm
- Bé Thy Mai

## Hậu trường
- Bộ phim ra đời trùng hợp với dịp kỷ niệm 100 năm phát hiện nấm khuẩn Mycobacterium leprea và Mycobacterium lepromatosis, tác nhân bệnh phong cùi, một trong bốn ác tật xưa, "tứ đại nan y" - phong, lao, cổ, lại - bởi bác sĩ Gerhard Armauer Hansen (1841-1912).
- Con ma nhà họ Hứa đã thành một khẩu ngữ trong tiếng Việt để chỉ những người hứa mà không giữ lời [3][4].
- Tuy khá đơn giản về kỹ xảo nhưng bộ phim đã hoàn thành tốt mục tiêu của mình khi làm khán giả phát run lên vì sợ.
- Trong bối cảnh điện ảnh Việt Nam Cộng hòa đang lâm vào khủng hoảng nghiêm trọng vì chiến tranh, bộ phim ra đời đã gây nên cơn sốt vé khủng khiếp tại Sài Gòn.
- Kết thúc thời gian công chiếu, bộ phim đạt doanh thu cao ngất và đạo diễn Lê Hoàng Hoa trở thành triệu phú, sau này được cải lương chuyển soạn rồi ghi hình.
- Sau Ngày Thống Nhất, băng gốc phim tưởng chừng mất tích trong cuộc Bài trừ văn hóa phẩm đồi trụy năm 1977-1978. Mãi đến năm 2016, nhà báo Lê Quang Thanh Tâm mới công bố trên Facebook và YouTube đoạn video mở đầu Con ma nhà họ Hứa, trích từ bản sao băng gốc hiện bảo quản tại Viện phim Quốc gia. Ông hóm hỉnh tuyên bố trên Facebook cá nhân rằng sẵn sàng công khai hóa toàn phim nếu status của mình được 1000 lượt thích trong vòng 1 tháng, tuy nhiên, do yêu cầu này không được đáp ứng đủ nên ý tưởng không thành hiện thực.
- Năm 2007, đạo diễn Lê Hoàng Hoa nảy ý định làm lại bộ phim này nhưng chưa thực hiện được vì thiếu tài trợ.